# BM-30

## 개발
연성 및 강성장갑을 지닌 자주포나 미사일 시스템을 파괴하기 위해서 소련은 개발을 시작하여 1980년대 초에 개발되었고 1987년부터 대량생산되어 배치되기 시작했다. 서방에서는 1983년에 최초로 발견되었다. BM-30은 발사차량, 장전차량, 로켓, 연습장비, 수리장비로 구성되어있다. 세계에서 가장 큰 구경의 다연장로켓포로, 미국의 M270A1 MLRS와도 필적하는 성능을 가진 무기이다. 1문이 일제사격시 총 864발의 자탄살포가 가능하다. 소도시 하나는 파괴할 수 있는 화력이다.

## 특징
미군의 MLRS를 능가하는 파괴력을 가지고 있다. 넓은 범위를 초토화 시키는 것이 가능한 다연장로켓이다. 적 기갑 전력 격멸, 대포병사격, 밀집된 전차부대 격멸을 목적으로 하고 있다. BM-30은 소련 붕괴 후 한 때 생산을 중단했지만 러시아 연방은 이후에 곧 재개했다.

## 대한민국
대한민국은 불곰사업 당시에 BM-27과 BM-30을 도입하길 원했다.

## 북한
2015년 10월 10일, 노동당 창건 70주년 열병식에서 신형 300 mm 방사포인 KN-09를 최초로 공개했다.

## 운용국
러시아 - 개발 및 운용. 300문 운용 중 

 벨라루스 - 소련 해체 후 보유. 48문 운용 중 

 쿠웨이트 - 러시아로부터 도입. 27문 운용 중 

 인도 - 러시아로부터 도입. 38문 운용 중 

 알제리 - 러시아로부터 도입. 18문 운용 중 

 우크라이나 - 소련 해체 후 보유 

 투르크메니스탄 - 소련 해체 후 보유 

 몽골
 아제르바이잔 - 소련 해체 후 보유

## 참고
- Multiple Rocket Launchers, Romania - Jane's Armour and Artillery, 2003.
- Russia's Arms Catalog 2004

## 같이 보기
- 카추사 로켓 - BM-8(BM-13)부터 BM-30까지 다양하다. 총칭해서 카추사 로켓이라고 부른다.
- BM-14 140mm 다연장 로켓
- BM-21 122mm 다연장 로켓
- BM-27 220mm 다연장 로켓
- KN-09 북한의 300mm 방사포
- A-100 MRL 중국의 300mm 방사포
- WS-2 중국의 425mm 방사포